# Brunei na Mistrzostwach Świata w Lekkoatletyce 2019
Brunei na Mistrzostwach Świata w Lekkoatletyce 2019 – reprezentacja Brunei podczas mistrzostw świata w Doha liczyła tylko jednego zawodnika.

## Skład reprezentacji

### Mężczyźni
| Zawodnik                    | Konkurencja   | Eliminacje | Eliminacje | Półfinał | Półfinał | Finał | Finał   |
| Zawodnik                    | Konkurencja   | Wynik      | Pozycja    | Wynik    | Pozycja  | Wynik | Pozycja |
| --------------------------- | ------------- | ---------- | ---------- | -------- | -------- | ----- | ------- |
| Muhd Noor Firdaus Ar-Rasyid | Bieg na 200 m | 21,99 s    | 48.        | NQ       | NQ       | NQ    | NQ      |